# Halimah Nakaayi
Halimah Nakaayi, född 16 oktober 1994, är en ugandisk medeldistanslöpare.

## Karriär
Nakaayi tog guld på 800 meter vid VM 2019 i Doha. Vid VM inomhus 2022 tog hon brons på samma distans.